# Державний архів Волинської області
Державний архів Волинської області

## Адреса
43024 Україна, Луцьк, вул. Ветеранів, 21 (корп.1) та вул. Глушець, 37-а (корп. 2)

## Історія
Державний архів Волинської області засновано у грудні 1939 р. під назвою Волинський обласний історичний архів у підпорядкуванні Архівного відділу УНКВС Волинської області. 1941 р. перейменований на Державний архів Волинської області. 
У 1958 році архів одержує назву Волинський обласний державний архів і (з 1960 р.) підпорядковується виконкому Волинської обласної Ради депутатів трудящих. З 1980 р. - Державний архів Волинської області. З 5 жовтня 1988 р., у зв'язку з ліквідацією архівного відділу Волинського облвиконкому, здійснює управління архівною справою в області та є науково-методичним центром. З 1997 року структурний підрозділ Волинської облдержадміністрації.

## Фонди
- 4776 фондів, 1117984 од. зб. (17105 л. м), від XVI ст. до 2006 р.
- 628 од. зб. науково-технічної документації за 1945-1984 рр.
- 3 од. зб. кінодокументів за 1981-1982 pp.
- 28876 од. обл. фотодокументів 1917-2007 рр.
- 349 од. зб. фонодокументів за 1945-2007 рр.
- 7 од. зб. відеодокументів за 1992, 1994, 1998, 2004 pp.

В архіві зберігаються окремі документи XVI ст.: королівські дарчі грамоти і привілеї, церковні метричні і шлюбні книги та деякі документи з колекції, зібраної "Волинським товариством друзів наук". 
Фонди періоду Російської імперії (1796-1919) містять документи місцевих органів державного управління та міського і земського самоврядування (міських магістратів і управ, землевпорядних комісій, повітових земських управ), судових і поліцейських органів (Луцького окружного суду, повітових судів). Стан освіти частково висвітлений у документах Луцької чоловічої та жіночої гімназій, Луцької прогімназії. Історію релігії і церковних установ характеризують фонди Луцької уніатської генеральної духовної консисторії, Володимира-Волинського, Ковельського, Луцького духовних правлінь та деканатів.
За період окупації Волині Польщею (1921-1939) в архіві зберігаються фонди Волинського воєводства: місцевих органів державного управління, Цивільного управління земель Волинських і фронту Подільського, повітових староств, Луцького міського управління.
Розвиток промисловості, сільського та лісового господарства прослідковується за документами фондів Волинського окружного земельного управління і повітових земельних управлінь, Дирекції державних лісів м. Луцька. Фінансовий стан Волині характеризують документи повітових казначейств, Волинської фінансової палати, відділення польського Державного банку в м. Луцьку.
Діяльність органів поліції, суду і прокуратури відображена в документах фондів Волинської команди державної поліції, Луцького окружного суду і прокуратури, в'язниць міст Ковеля і Луцька.
Роботу навчальних, культурно-освітніх установ та закладів висвітлюють документи кураторіуму Волинського шкільного округу в м. Рівному, Ковельського, Луцького шкільних інспекторатів, луцьких гімназій, серед яких - Луцька українська гімназія ім. Лесі Українки.
Документи (в т.ч. розсекречені) фондів Волинського товариства з поширення театральної культури, відділень товариства "Просвіта", Волинського Українського об'єднання, Української парламентарної репрезентації на Волині, Луцької управи прихильників православної віри ім. Петра Могили відобразили боротьбу волинян за своє соціальне і національне визволення, за збереження української мови, культури, віри, традицій тощо.
В архіві частково збережені документи міжвоєнного періоду: повітових, волосних комісаріатів, військово-революційних комісарів, повітової міліції, Тимчасового управління м. Луцька за 1939 р.
Незначна інформаційна база періоду нацистської окупації Волинської області (1941-1944). Серед фондів цього часу - розсекречений фонд Волинського проводу ОУН, документи якого висвітлюють діяльність ОУН-УПА на Волині.
Найповніше в архіві відклалися документи радянських установ, організацій, промислових підприємств, фінансових органів, навчальних закладів, які відновили свою діяльність або були створені у повоєнний період.
Важливі документи, у т. ч. розсекречені, є у фондах керівних органів у справах релігії. Вони містять відомості про храми, священослужителів, важливі події в історії краю.
Архів зберігає фонди особового походження, сформовані з документів, що висвітлюють життя, діяльність, творчість видатних людей Волині - науковців, вчителів, письменників, журналістів, художників, працівників промисловості та сільського господарства. Тут є свідчення про голодомор в Україні (1932-1933), розповіді в'язнів сталінських таборів, відомості про переслідування священиків за прагнення до утвердження української церкви, спогади жителів Володимир-Волинського району про українсько-польські відносини за 1939-1952 pp.
У 1991 р. до держархіву області передані фонди колишнього партархіву Волинського обкому Компартії України та обкому ЛКСМ України (1939-1991) (міськкомів та райкомів партії і комсомолу (1944-1991), первинних партійних та комсомольських організацій), а також фільтраційні справи з фондів Управління Служби безпеки України по Волинській області на громадян, вивезених на примусові роботи у країни гітлерівської коаліції (1942-1944), кримінальні справи позасудових органів на реабілітованих громадян (1939-1992).
Останніми роками архів поповнився документами перших громадських, політичних формувань Волині новітнього періоду становлення державності України, зокрема, товариства Лева, Волинської регіональної організації Народного Руху України за перебудову, Волинської організації Демократичної партії України та ін.
Для виконання довідок соціально-правового характеру найчастіше використовуються фонди органів виконавчої влади (обласної, міських, районних, селищних та сільських рад), промислових підприємств, колгоспів, управління юстиції, обкому, райкомів та міськкомів Компартії України, комсомолу та профспілок.
Кінодокументи архіву включають фільми про відкриття меморіального комплексу у спаленому нацистами селі Кортеліси Ратнівського району, історичні події на Волині, а також відеосюжети про українсько-польський конфлікт кінця 40-х pp. XX ст., святкування 1000-ліття м. Володимир-Волинського та ін. Багата колекція фотодокументів, які відображають громадсько-політичне, економічне, культурне життя краю в різні періоди історії, серед них - портрети видатних людей, знімки архітектурних, культових споруд, у т. ч. втрачених, обелісків, краєвидів міст і сіл області. Фонодокументи зберігають записи голосів народних депутатів України, Героїв Соціалістичної Праці, учасників Другої Світової війни, членів КПЗУ, КСМЗУ, УПА, воїнів-інтернаціоналістів, свідків голодомору, відомих письменників та ін.